# Andrew Wiedeman
Andrew Wiedeman est un joueur américain de soccer né le 22 août 1989 à San Ramon en Californie. Il évolue au poste d'attaquant.

## Biographie
À l'issue de la saison 2009 de NCAA, Andrew Wiedeman signe un contrat Génération Adidas avec la MLS pour anticiper son passage en pro. Il est repêché à la 21e position lors de la MLS SuperDraft 2010 par le FC Dallas.
Wiedeman est échangé au Toronto FC contre Julián de Guzmán le 13 juillet 2012.
Le 26 janvier 2015, il signe avec le Fury d'Ottawa.

## Palmarès
- Vainqueur du championnat canadien en 2012